# دریای وادن
دریای وادن در بخش جنوب شرقی دریای شمال بین سواحل شمال غربی قاره اروپا قرار دارد. طیف وسیعی از جزایر فریزی، آب‌های کم عمق و تالابها و تنوع زیستی را شامل می‌شود.
در سال ۲۰۰۹، بخش‌های هلندی و آلمانی از دریای وادن در فهرست میراث جهانی یونسکو به ثبت رسیدند.